# Cratere Schoenberg
Schoenberg  è un cratere sulla superficie di Mercurio.